# SSW40
Die SSW40 (Squad Support Weapon 40) ist ein schultergestützter, über ein Magazin geladener Granatwerfer im Kaliber 40 × 46 mm HR, der vom deutschen Rüstungsunternehmen Rheinmetall entwickelt wurde. Die Waffe wurde speziell für die Bundeswehr konzipiert und 2025 erstmals öffentlich vorgestellt. Sie gilt als das weltweit erste System dieser Art.

## Entwicklung
Die SSW40 wurde aufgrund operativer Anforderungen der Bundeswehr entwickelt, um die Fähigkeitslücke im Bereich zwischen 400 und 1000 Metern zu schließen, in dem herkömmliche Sturmgewehre oder Einzellader-Granatwerfer an Wirkung verlieren. Bei der Entwicklung wurde insbesondere auf die Kombination aus hoher Reichweite und kompakter Bauweise geachtet.
Anfang 2024 fanden erste Schießtests mit der SSW40 statt. Im Juni 2025 wurden die Waffe in einer Live-Demonstration der Öffentlichkeit vorgestellt. Die Markteinführung und Serienproduktion soll noch 2025 beginnen. Eine erste Abnahme durch einen NATO-Partner ist bereits gesichert.

## Technik

### Konstruktion
Die Waffe wiegt ungeladen etwa 4 kg, ist rund 800 mm lang und ist bis 400 mm hoch. (eingesetztes 3-Schuss-Magazin 300 mm, 5-Schuss-Magazin 400 mm) Sie wird über wechselbare Magazine mit drei bis fünf Schuss geladen und lässt sich ähnlich wie ein Sturmgewehr bedienen. Durch ein Kipplaufsystem können verschiedene Munitionssorten auch im laufenden Feuerkampf und ohne Entnahme des Magazins gewechselt werden.
Sämtliche Bedienelemente wie Sicherung, Magazinauswurf, Verschlussfang und Spannhebel sind beidseitig ausgeführt. Die SSW40 ist laut Hersteller, bis auf notwendige äußerliche Reinigung, wartungsarm. Da relevante Teile des Systems in Öl gekapselt sind, ist es herstellerseitig beispielsweise nicht vorgesehen, dass die Nutzer die Waffe selbst ölen müssen. Die SSW40 ist eine vollautomatische Waffe, derzeit aufgrund des fehlenden Autoloaders aber halbautomatisch ausgelegt. Ein Autoload-Feeder für die vollautomatische Funktion befindet sich laut Rheinmetall in der Entwicklung.
Das Systemgewicht, Waffe mit 40 Granaten, beträgt etwa 16 kg.

### Rückstoßsystem
Um die Treffergenauigkeit zu erhöhen und präzise Folgeschüsse im halbautomatischen Modus abzugeben, besitzt die SSW40 ein hydropneumatisches selbstregulierendes Rückstoßdämpfungssystem um, insbesondere bei Verwendung der stärkeren MV-Munition, den Rückstoß der Waffe deutlich zu reduzieren.

### Munition
Die Waffe verschießt sowohl die standardisierte 40-mm-Granatwerferpatrone 40 × 46 mm Low-Velocity (LV) bis 400 Meter als auch die neu entwickelte 40 × 46 mm Medium-Velocity (MV). Die Medium-Velocity-Munition erlaubt im Gegensatz zur Low-Velocity-Munition höhere Reichweiten bis 900 Meter bei flacherer Flugbahn und verbesserter Treffergenauigkeit. Durch das Kipplaufsystem können auch überlange Granaten für das Ausbringen von Drohnen oder endphasengelenkter Munition zur Drohnenabwehr verschossen werden.

#### Munitionsarten
Die SSW40 kann mit allen 40 × 46 mm Granaten verwendet werden, wie zum Beispiel:
- HEFRAG (High Explosive Fragmentation)
- HEDP (High Explosive Dual Purpose)
- HEBE (High Explosive Breaching)
- HEAB (High Explosive Airburst, programmierbar)
- Trainingsmunition (TPM, TPM-T)
- Leucht-, Nebel-, CS- und Flashbang-Munition

### Zubehör
Die SSW40 verfügt über Standardschienen zur Montage von Zieloptiken, Feuerleitvisieren, Laser- und IR-Modulen sowie Zubehör zur Programmierung von Airburst-Munition. Sie kann lafettiert auch stationär oder auf Fahrzeugen eingesetzt werden.